# 函数图形

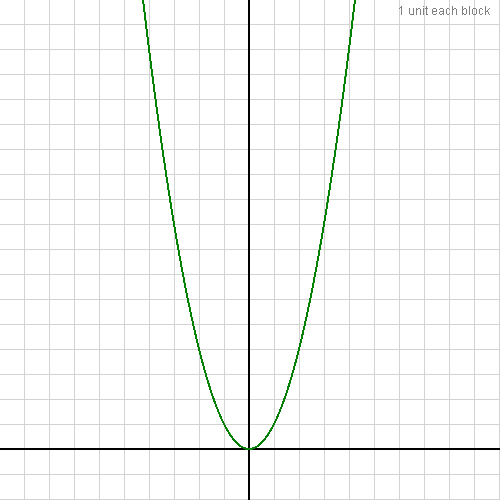
函數 的圖形

在数学中，函数 f 的图形（或图像）指的是所有有序对(x, f(x))组成的集合。具体而言，如果x为实数，则函数图形在平面直角坐标系上呈现为一条曲线。如果函数自变量x为两个实数组成的有序对(x1, x2)，则图形就是所有三重序(x1, x2, f(x1, x2))组成的集合，呈现为曲面（参见三维计算机图形）。
实函数的图形拥有其唯一的图像。而对于一般的函数，其图形形式无法应用，图形的正式定义取决于数学表述的需要，例如泛函分析中的閉圖像定理。
函数图形的概念由二元关系图形推广而来。需要注意的是，尽管一个函数与其图像通常是一一对应的，但二者并不可混淆。两个函数可能拥有相同的图像，却有不同的上域。例如，对于下文提到的三次多项式，当其上域为实数时函数即为满射，而若其上域为复数则不然。
通过垂线测试可以判断一条曲线是否为一个函数，而通过水平線測試可以判断函数是否为单射且是否存在反函数。如果反函数存在，则其图像可以通过将原函数图像以直线y=x为轴进行对称得到。

## 样例

### 单变量函数

#### 一次函数
形如
{\displaystyle f(x)=kx+b\!\ }
的图像为：
{\displaystyle \left\{(x,kx+b)|x\in \mathbb {R} \right\}}

三個線性函數的圖形都是直線。紅色與藍色直線的斜率相同。 紅色與綠色直線的 y-截距相同

在平面直角坐标系中，该图像为一条直线。这是因为，该函数的导数为常数{\displaystyle k}。

#### 非線性函數

函数 的图像

对于二次或更高次的多項式函数，或者其他的非線性函數，其图像则会呈现为一条曲线。这是因为其導函數不是常數函數。
例如，三次函数
{\displaystyle f(x)={{x^{3}}-9x}\!\ }
的图像为
{\displaystyle \left\{(x,x^{3}-9x)|x\in \mathbb {R} \right\}}
如果將这个图像绘制在平面直角坐标系中，则会得到一条三次曲线（见右图）。

### 双变量函数
三角学中的函数
{\displaystyle f(x,y)=\sin x^{2}\cos y^{2}}
的图像为
{\displaystyle \left\{(x,y,\sin x^{2}\cos y^{2})|x,y\in \mathbb {R} \right\}}

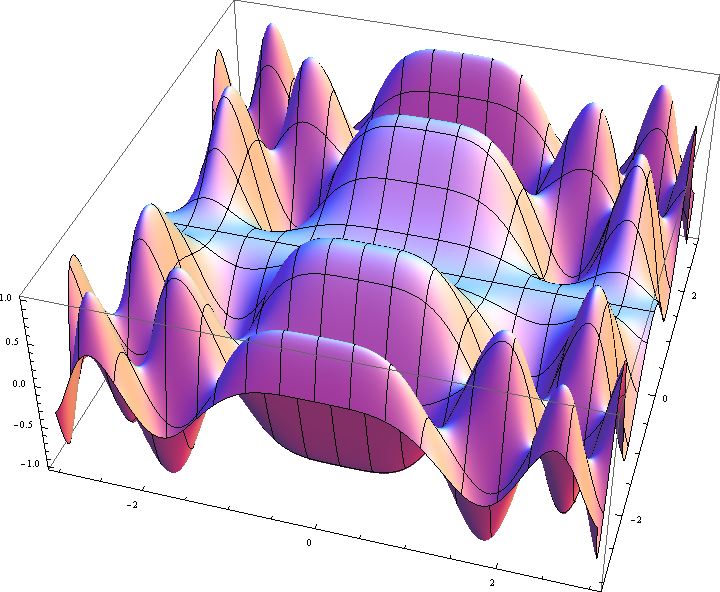
函数 的图像

如果这个图像绘制在了三维坐标系中，则会得到一个曲面（见图）。

## 函数图像绘制工具

### 硬件

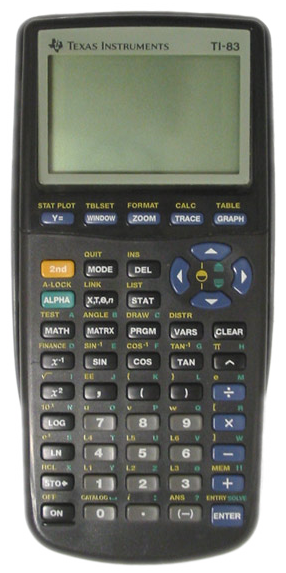
TI-83繪圖計算器

- 图形计算器
- 示波器